# Arcidiecéze Luanda
Arcidiecéze Luanda je římskokatolickou arcidiecézí nacházející se v Angole.

## Území
Arcidiecéze zahrnuje provincii Luanda.
Arcibiskupským sídlem je město Luanda, kde se také nachází hlavní chrám arcidiecéze Katedrála Nejsvětějšího Salvátora.
Rozděluje se do 34 farností. K roku 2007 měla: 2 341 000 věřících, 10 řeholních kněží, 60 řeholních kněží, 1 trvalého jáhna, 289 řeholníků a 543 řeholnic.

## Historie
Dne 20. května 1596 byla bulou Super specula papeže Klementa VIII. zřízena diecéze São Salvador da Congo, z částí území diecéze Tomé. Původně byla sufragánní arcidiecéze Lisabon.
Roku 1609 byla diecéze zrušena a z území byla vytvořena diecéze São Paulo de Loanda a roku 1623 byla tato diecéze zrušena a obnovena diecéze São Salvador da Congo. Roku 1628 byla diecéze São Salvador da Congo opět zrušena a diecéze São Paulo de Loanda obnovena. Roku 1640 byla z části jejího území vytvořena apoštolská prefektura Lower Congo. Roku 1716 získala jména São Paulo de Loanda / Congo in Angola / Santa Cruz de Reino de Angola.
Dne 16. listopadu 1676 vstoupila do církevní provincie arcidiecéze São Salvador da Bahia.
Dne 13. ledna 1844 na základě buly Quae olim papeže Řehoře XVI. se vrátila do církevní provincie Lisabon.
Dne 4. června 1886 byl z části jejího území vytvořen apoštolský vikariát Congo français.
Dne 4. září 1940 byla bulou Sollemnibus Conventionibus papeže Pia XII. povýšena na metropolitní arcidiecézi se současným jménem a přidává k ní území apoštolské prefektury Lower Congo in Cubango, Misie sui iuris Lunda, a vytváří se nové diecéze Nova Lisboa a Silva Porto.
Dále byly z jejího území vytvořeny:
- Diecéze Malanje - 25. listopadu 1957
- Diecéze Carmona a São Salvador - 14. března 1967
- Diecéze Ngunza - 10. srpna 1975
- Diecéze Cabinda - 2. července 1984
- Diecéze Ndalatando - 26. března 1990
- Diecéze Caxito - 6. června 2007
- Diecéze Viana - 6. června 2007

## Seznam biskupů
- Miguel Rangel, O.F.M. (1596-1602)
- Antonio de Santo Estevão, O.P. (1604-1608)
- Manuel Baptista, O.F.M. (1609-1620)
- Simon Mascarenhas, O.F.M. (1621-1624)
  - Sede vacante (1624-1627)
- Francisco de Soveral, O.S.A. (1627-1642)
  - Sede vacante (1642-1671)
- Pedro Sanches Farinha (1671-1671)
- António do Espirito Santo, O.C.D. (1672-1674)
- Manuel da Natividade, O.F.M. (1675-1685)
- João Franco de Oliveira (1687-1692)
- José de Oliveira, O.S.A. (1694-1700)
- Luis Simões Brandão (1702-1720)
- Manuel a Santa Catharina, O.Carm. (1720-1732)
  - Sede vacante (1732-1738)
- Antônio de Nossa Senhora do Desterro Malheiro (1738-1745)
- Manoel de Santa Ines Ferreira, O.C.D. (1745-1770)
- Luis da Anunciação Azevedo, O.P. (1771-1784)
- Alexandre da Sagrada Familia Ferreira da Silva, O.F.M. (1785-1787)
  - Sede vacante (1787-1791)
- Luiz de Brito Homem, O.S.B. (1791-1802)
- Joaquim Maria Mascarenhas Castello Branco (1802-1807)
- João Damasceno Da Silva Póvoas (1814-1826)
  - Sede vacante (1826-1846)
- Sebastião da Anunciação Gomes de Lemos, O.C.D. (1846-1848)
- Joaquim Moreira Reis, O.S.B. (1849-1857)
- Manuel de Santa Rita Barros, T.O.R. (1860-1862)
- José Lino de Oliveira (1863-1871)
- Tommaso Gomes de Almeida (1871-1879)
- José Sebastião d'Almeida Neto, O.F.M. (1879-1883)
- António Tomé da Silva Leitão e Castro (1884-1891)
- António Dias Ferreira (1891-1901)
- Antonio José Gomes Cardoso (1901-1904)
- António Barbosa Leão (1906-1907)
- João Evangelista de Lima Vidal (1909-1915)
- Moisés Alves de Pinho, C.S.Sp. (1932-1966)
- Manuel Nunes Gabriel (1966-1975)
- Eduardo André Muaca (1975-1985)
- Alexandre do Nascimento (1986-2001)
- Damião António Franklin (2001-2014)
- Filomeno do Nascimento Vieira Dias (od 2014)